# Adobe
Adobe Inc. (NASDAQ: ADBE
) és una empresa de programari amb seu a San José (Califòrnia, EUA) fundada el desembre de 1982 per John Warnock i Charles Geschke. Destaca al món del programari pels seus programes d'edició de pàgines web, vídeo i imatge digital. Adobe va tenir un paper important en iniciar la revolució de l'autoedició quan Apple Computer va començar a utilitzar PostScript per a la seva línia d'impressores LaserWriter el 1985.

## Història
A finals dels anys 80, després que el PostScript comencés a popularitzar-se, Adobe va llançar al mercat l'Adobe Illustrator, que aviat es va convertir en un dels programes indispensables per als professionals gràfics. A començaments dels 90, va sortir la primera versió de Photoshop que eventualment seria un dels programes insígnia de l'empresa i un dels seus productes més venuts.
Acrobat i el format PDF van tardar a trobar el seu lloc al mercat, però a mesura que les aplicacions anaven integrant-se més els avantatges del PDF es van anar fent més evidents i actualment és l'estàndard quant a intercanvi de documents digitals.
Adobe no havia aconseguit desenvolupar una aplicació DTP i, per tant, va adquirir Aldus el 1994, que produïa Pagemaker, per competir amb QuarkXPress, però això no va ser suficient i el 1999 va ser presentat InDesign, que progressivament ha anat ocupant llocs abans exclusius de Quark.
L'any 2005 Adobe va comprar Macromedia, una coneguda empresa de programari distribuïdora dels programes Flash, Dreamweaver, Director, Fireworks, i Freehand entre altres per 3.400 milions de dòlars (2.623 milions d'euros) en accions. Segons Adobe, la combinació d'ambdues empreses potenciarà la compatibilitat entre els seus productes com, per exemple, PDF i Flaix.
Mitjançant aquesta compra, els plans d'Adobe passen per intentar potenciar el desenvolupament i la col·laboració entre les seves tecnologies, molt esteses sobretot a la Xarxa.
Els accionistes de Macromedia rebran 0,69 accions d'Adobe en un intercanvi lliure d'impostos, la qual cosa suposa un preu de 41,86 dòlars per cada acció segons la cotització de finals del 2006 i una prima del 25%. Els accionistes de Macromedia controlaran aproximadament el 18% del grup resultant.
El conseller delegat d'Adobe, Bruce Chizen, que mantindrà el seu càrrec en el nou grup, va remarcar que els clients estan demandant aplicacions de 'programari' integrades que els permetin crear, gestionar i subministrar un ample rang de continguts i aplicacions, i que la combinació d'ambdues companyies, al costat de la "funcionalitat complementària" de PDF i Flaix, donarà a Adobe "l'oportunitat de donar vida a aquesta visió amb una plataforma tecnològica capaç de definir la indústria".
El president i director executiu d'Adobe, Shantanu Narayen, mantindrà el seu càrrec, i el president i conseller delegat de Macromedia, Stephen Elop, passarà a formar part del grup com a president mundial d'operacions.

## Productes i tecnologies
Adobe produeix aplicacions de nivell professional destinades al retoc fotogràfic (Photoshop), dibuix vectorial (Illustrator), maquetació (InDesign), edició de vídeo (After Effects, Premiere), documents digitals (Acrobat), contingut web i multimèdia (Dreamweaver i Flaix), entre d'altres. Amb l'adquisició de Macromedia el 2005, Adobe es va ampliar amb aplicacions i tecnologies que el complementaven. Adobe també és distribuïdor de tipografies digitals.
Un dels principals mèrits de l'empresa va ser la creació del llenguatge Postscript, que és el llenguatge que usen les impressores làser per imprimir correctament.
Un dels desenvolupaments més coneguts d'Adobe Systems és el format PDF (Portable Document File) i l'Adobe Acrobat, programa que treballa amb aquest format i que es distribueix en diferents versions: Adobe Reader (sols permet llegir PDF i és gratuït) i Adobe Acrobat (es comercialitza en edicions estàndard i professional), que permet crear documents i altres nombroses opcions sobre el format.
En l'actualitat Adobe és el distribuïdor del Flaix Player, creat per Macromedia, i encarregat del desenvolupament del format SWF.
Els seus productes es poden adquirir separadament o en paquets que inclouen diverses aplicacions que s'integren entre si, com a l'Adobe Creative Suite, Production Studio i Studio 8.

### Llista de productes d'Adobe
| - Adobe Creative Suite - Adobe Acrobat - Adobe Bridge - Adobe GoLive - Adobe Illustrator - Adobe InDesign - Adobe Photoshop - Adobe ImageReady - Adobe Stock Photos - Adobe Version Cue - Adobe Production Studio (Premium) - Adobe Audition - Adobe Encore DVD - Adobe Illustrator - Adobe Production Studio (Standard) - Adobe After Effects - Adobe Bridge - Adobe Photoshop - Adobe Premiere Pro - Studio 8 - Flash - Dreamweaver - Fireworks - Adobe Contribute - Flashpaper | - Adobe Captivate - Adobe Central Output Server - Adobe Document Server - Adobe Document Policy Server - Adobe eBook Reader - Adobe Flash Player - Adobe Fonts - Adobe Form Manager - Adobe Form Server - Adobe FrameMaker - Adobe InCopy - Adobe Photoshop Lightroom (Beta) - Adobe LiveCycle Barcoded Forms - Adobe LiveCycle Designer - Adobe LiveCycle PDF Generator - Adobe LiveCycle Document Security - Adobe LiveCycle Reader Extensions - Adobe LiveCycle Forms - Adobe LiveCycle Form Manager - Adobe LiveCycle Policy Server - Adobe LiveCycle Workflow - Adobe Output Designer - Adobe PageMaker - Adobe PDF JobReady | - Adobe Photoshop Album - Adobe Photoshop Album Starter Edition - Adobe Photoshop Elements - Adobe Premiere Elements - Adobe Reader - Adobe Source Libraries - Adobe SVG Viewer - Adobe Web Output Pak - Digital Negative Specification - Flash Player - Breeze - ColdFusion - Director - Authorware - FreeHand - Robohelp - Shockwave - Shockwave Player - JRun - Flash Communication Server - HomeSite - Central - FlashCast |